# Bergamottin
Bergamottin ist eine chemische Verbindung aus der Gruppe der Furocumarine mit Geraniol-Seitenkette. Bergamottin kommt natürlich in der Bergamotte und der Grapefruit vor, in geringeren Mengen auch in anderen Zitrusfrüchten.

## Eigenschaften
Bergamottin ist, wie auch 6′,7′-Dihydroxybergamottin, ein Inhibitor von CYP3A4 und mitverantwortlich für den verlangsamten Abbau mancher Arzneimittel nach dem Konsum von Grapefruits. Durch Bergamottin steigt die orale Bioverfügbarkeit und die Plasmakonzentration dieser Arzneimittel. Die IC50 von Bergamottin bei CYP3A4 liegt unter 10 μM. Die IC50 für Bergamottin bei CYP1B1 liegt bei 13,86 μM.
Bergamottin kann durch Extraktion mit Ethylacetat aus dem Saft der Grapefruit und anschließender Kieselgel-Chromatographie und HPLC isoliert werden. Der Nachweis von Bergamottin erfolgt über HPLC mit UV-Detektor oder durch Massenspektrometrie.

## Biosynthese
Bergamottin wird über den Shikimat-Weg gebildet. Das Demethylsuberosin (3) wird durch Alkylierung aus Umbelliferon (2) gebildet. Die Alkylierung beginnt mit Dimethylallylpyrophosphat. Ein Ringschluss erzeugt Marmesin (4) unter Verbrauch von NADPH und Sauerstoff durch eine Cytochrom-P450-Monooxygenase. Anschließend wird diese Reaktion zweimal wiederholt, einerseits zur Entfernung der Hydroxyisopropylgruppe von Marmesin (4), wodurch Psoralen (5) gebildet wird, andererseits zur Anfügung einer Hydroxygruppe, wodurch Bergaptol (6) entsteht. Bergaptol wird anschließend mit S-Adenosylmethionin (SAM) methyliert, wodurch Bergapten (7) entsteht. Durch Reaktion mit Geranylpyrophosphat entsteht Bergamottin (8).